# Viva El Planeta
Viva el planeta! es el quinto álbum de estudio del grupo colombiano de rock mestizo Doctor Krápula. Se lanzó en 2012. Incluye algunas de sus canciones más conocidas, como «Amanece» y «Buscando el amor».
El álbum cuenta con las colaboraciones de Juanes, Jorge Serrano (Los Auténticos Decadentes) y EMI (No Te Va Gustar).
| N.º | Título                                 | Duración |  |
| 1.  | «Doctor Krápula presente»              | 2:52     |  |
| 2.  | «Antídoto»                             | 2:10     |  |
| 3.  | «Locomotora»                           | 3:36     |  |
| 4.  | «Viva el planeta»                      | 3:25     |  |
| 5.  | «Atención»                             | 4:12     |  |
| 6.  | «Amanece» (con Juanes)                 | 3:15     |  |
| 7.  | «Exigimos»                             | 3:20     |  |
| 8.  | «Buscando el amor» (con Jorge Serrano) | 3:33     |  |
| 9.  | «Sólo soy» (con EMI)                   | 4:25     |  |
| 10. | «En la jugada»                         | 1:42     |  |